# Colosso di Prora
Il Colosso di Prora, noto anche semplicemente come Prora, è un complesso di edifici che sorge sull'isola tedesca di Rügen, nel Mar Baltico. Progettato come il più grande complesso per vacanze di massa ed edificato tra il 1935 e il 1939 tra le località di Sassnitz e Binz, si affaccia sulla baia di Prora, sulla costa orientale dell'isola.
Con i suoi quasi cinque chilometri lineari di edifici, il Colosso di Prora è uno dei pochissimi esempi superstiti di architettura razionalista del Terzo Reich.

## La genesi del progetto
Il progetto di questa struttura si rivelò ambizioso fin da subito, nel pieno stile dell'estetica monumentale del regime nazionalsocialista tedesco del tempo che, nel 1935, deliberò la costruzione «del più grande edificio del mondo a scopo ricreativo» dedicato alla Kraft durch Freude. Nella Germania del Terzo Reich la KdF aveva lo scopo di organizzare l'offerta di attività ricreative a basso costo per la popolazione; tra i vari progetti vi era la costruzione di cinque località balneari analoghe a questa che potessero ospitare ben 20 000 persone ciascuna per consentire alla popolazione tedesca di trascorrere due settimane di vacanza all'anno, tuttavia questa fu l'unica struttura delle cinque previste a essere parzialmente realizzata.
Uno dei sostenitori di questo ambizioso progetto fu il dottor Robert Ley che immaginò Prora il luogo di villeggiatura ideale per ogni lavoratore tedesco che meritava una vacanza al mare. 

## Storia
La posa della prima pietra avvenne 2 maggio del 1936 e il progetto definitivo fu realizzato dall'architetto Clemens Klotz, aggiudicandosi il Gran Prix d'Architecture all'Esposizione Internazionale di Parigi nel 1937.

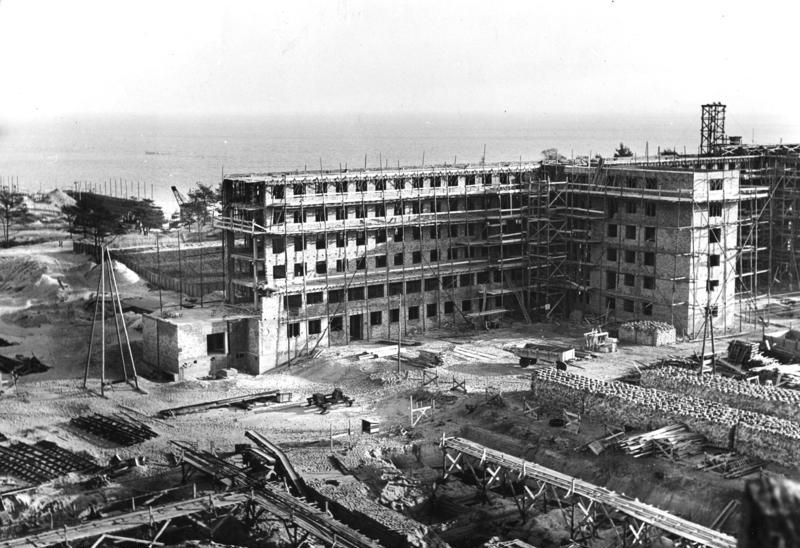
Un'immagine del 1936, durante la costruzione

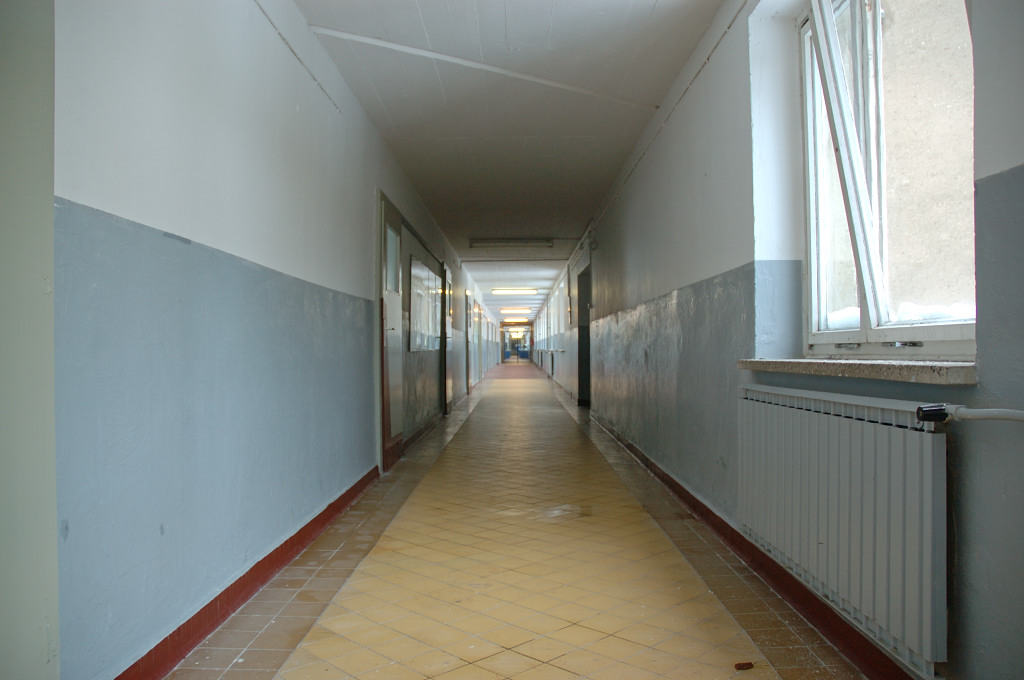
Una veduta di un corridoio interno

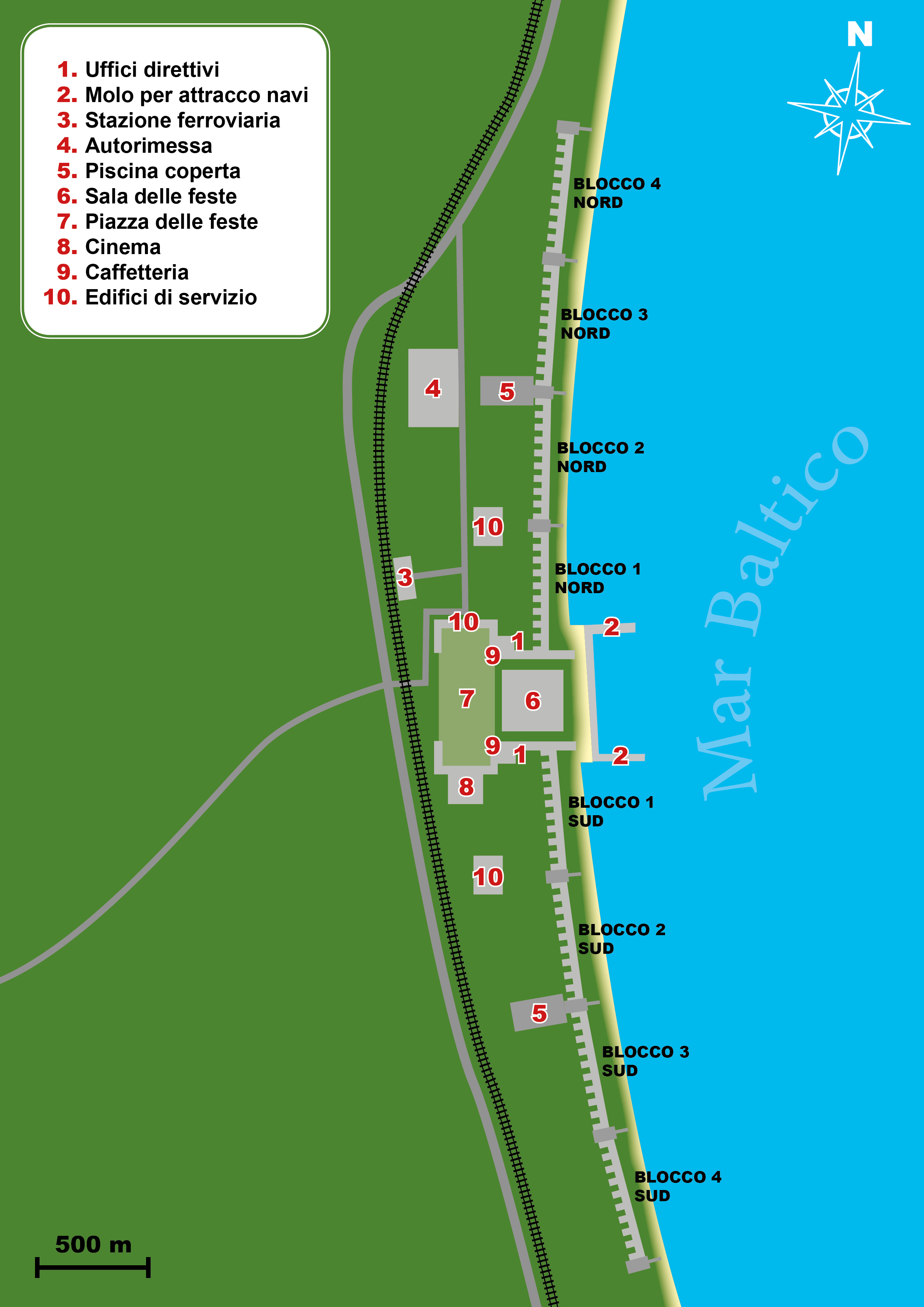
Planimetria generale del progetto

I costi di realizzazione vennero ipotizzati in circa 50 milioni di Reichsmark e, date le imponenti dimensioni del progetto, la costruzione della struttura coinvolse le maggiori imprese edìli tedesche del tempo tra cui la Boswau & Knauer, la Dyckerhoff & Widmann, la Hochtief, la Philipp Holzmann, la Sager & Woerner e la Siemens Bau Union, impiegando una forza lavoro di circa 9 000 maestranze che portò alla creazione della frazione di Prora nel comune di Binz. 
Tuttavia nel 1939, a seguito dello scoppio della seconda guerra mondiale, i lavori di costruzione vennero interrotti e la parte edificata rimase soltanto il modulo centrale del progetto complessivo, il cosiddetto «Colosso di Prora».
Durante la guerra fu ipotizzata una riconversione della struttura a ospedale militare, ma ciò non avvenne e fu soltanto utilizzata 
come rifugio antiaereo per gli sfollati di Amburgo durante i bombardamenti inglesi del 28 luglio 1943.
Nel 1945 l'esercito russo prese il controllo della zona e utilizzò parte della grande struttura come propria base militare fino al 1955. 
A partire dal 1956 la struttura, ormai in degrado, venne acquisita e recuperata dalla Repubblica Democratica Tedesca che ospitò il 40° Fallschirmjägerbataillon "Willi Sänger" oltre ad alloggi di vacanza per gli ufficiali e le proprie famiglie fino alla fine degli anni ottanta del Novecento.
A seguito la riunificazione della Germania l'edificio divenne proprietà del demanio e da subito si ipotizzò la sua totale demolizione, tuttavia la struttura venne riutilizzata dall'esercito tedesco come sede della Scuola di Applicazione Militare di Bundeswehr fino al 1992 e in seguito come centro di accoglienza per i rifugiati dalla regione dei Balcani a seguito della guerra.
Dal 1994 è considerato un monumento storico, ma successivamente l'edificio è stato abbandonato a sé stesso, a eccezione di una parte che ospitò fino al 2005 sale per attività espositive e il One World Youth Camp Hostel, uno dei più grandi ostelli della gioventù d'Europa.

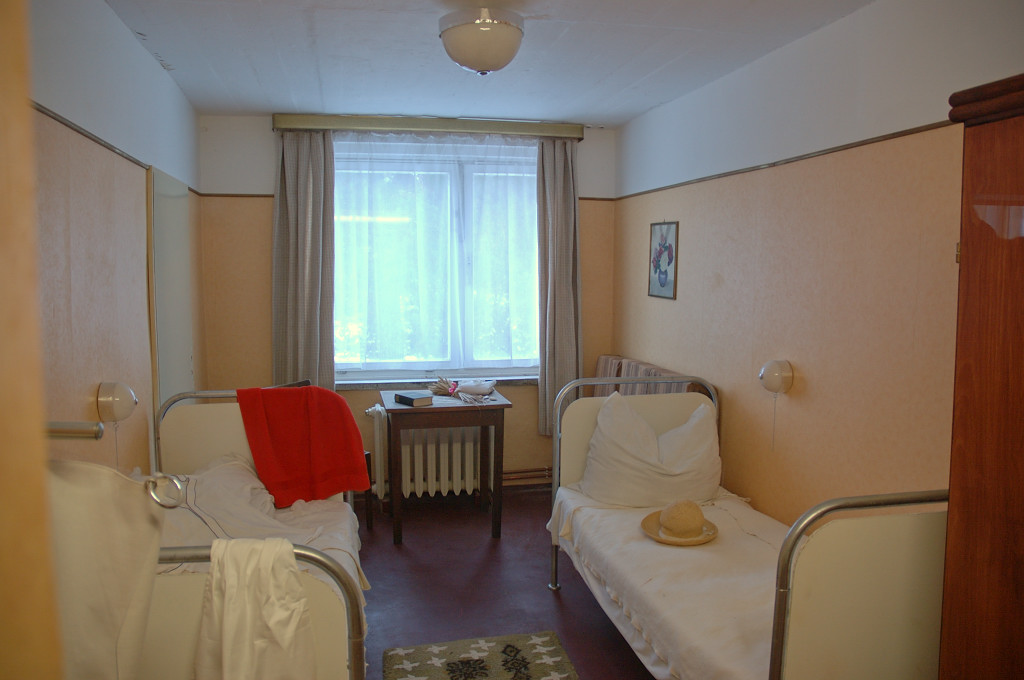
La ricostruzione originale di una stanza con gli arredi dell'epoca

Dal 2006 l'intera struttura è stata al centro dell'interesse di molte società immobiliari ed è stata acquistata dall'Inselbogen GmbH che annunciò di voler ristrutturare completamente l'edificio per ospitare un moderno resort e una galleria commerciale. Tuttavia dalla primavera del 2010 l'edificio è stato acquisito da un gruppo immobiliare austro-tedesco che ha confermato la conversione in struttura turistica dotata di albergo con 300 posti letto, appartamenti, piscine e campi da tennis per un investimento stimato di 100 milioni di Euro.
Dal 2013 sono stati messi in vendita i primi appartamenti ristrutturati e nel 2016 è stato venduto il primo.

## Caratteristiche
Il complesso di edifici appare assai compatto ed è caratterizzato dallo stile razionalista tipico del Terzo Reich; esso compone una compatta struttura formata da otto edifici identici e affiancati di circa 500 metri ciascuno che si estendono parallelamente alla costa per un totale di oltre 4,5 km a una distanza di soli 150 metri dalla spiaggia che nel tratto tra Binz fino al nuovo porto di Sassnitz è piatta e sabbiosa.
I prospetti sono caratterizzati da ampie finestre quadrangolari equidistanti che scandiscono con regolarità l'uniformità della facciata. Secondo il progetto originale l'intero complesso doveva ospitare contemporaneamente 20 000 villeggianti ospitati in ben 10 000 camere da 5 metri per 2,5 ciascuna con vista mare e arredata con due letti singoli, armadio e lavandino; i bagni e le docce erano previsti a utilizzo comune in appositi spazi dedicati per ciascuno dei sei piani degli edifici. Il progetto comprendeva anche la complementare realizzazione di un cinema, di un grande teatro interno progettato dall'architetto Erich Putlitz, di due grandi piscine coperte, di una grande autorimessa, di una stazione ferroviaria e di un doppio molo per l'attracco di navi da crociera.
L'ultima riconversione a struttura residenziale e ricettiva ha modificato l'aspetto originario dei prospetti affacciati sul Mar Baltico, dotando l'edificio di ampi balconi e riutilizzando l'area verde circostante.

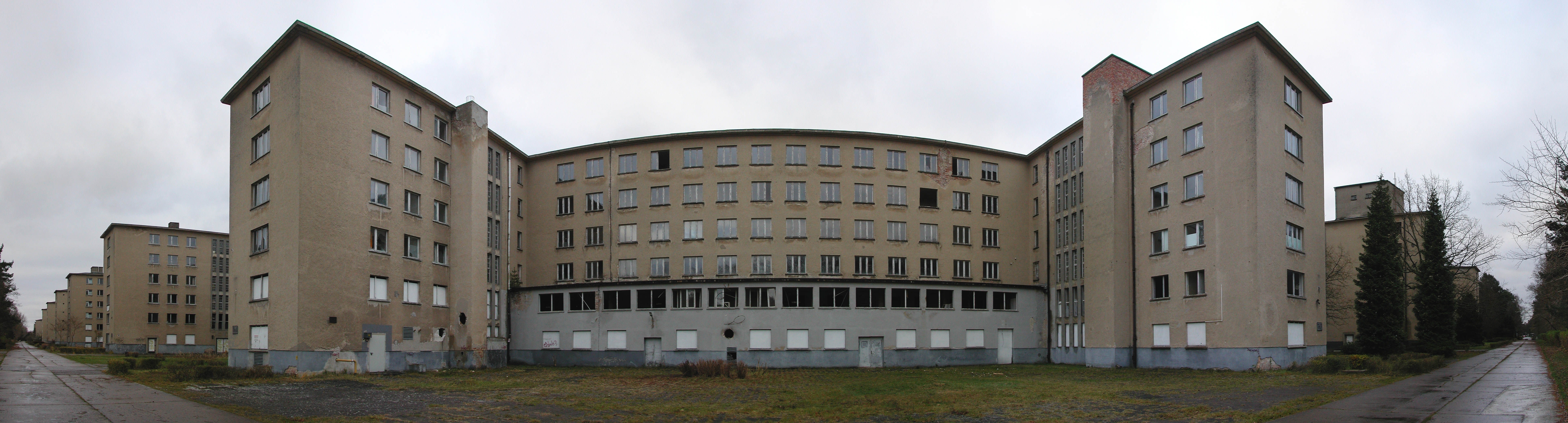
Vista del lato interno del complesso di Prora

### Annotazioni
1. ↑  Fra i vari progetti vi era anche quello di un autoveicolo a basso costo, la KdF-Wagen, antesignana del Maggiolino, nonché l'offerta di crociere su imbarcazioni di proprietà dell'organizzazione come per esempio la Wilhelm Gustloff.

### Fonti
1. 1 2 3 4 5 6 7 8 9 10  Martin Kaule
2. ↑  (EN) Kalina Oroschakoff, Former Nazi resort rebuilt as huge youth hostel, su Reuters, 5 luglio 2011.
3. 1 2   Prora, da sogno nazista a resort di lusso: polemiche per il "mostro" di Hitler, su Repubblica.it, 8 settembre 2016. URL consultato il 17 luglio 2017.
4. ↑   vacanze nazi - si inaugura la, su dagospia.com. URL consultato il 17 luglio 2017.
5. ↑   Copia archiviata, su neues-prora.de. URL consultato il 17 luglio 2017 (archiviato dall'url originale il 6 novembre 2017).
6. ↑   Chris Weller, Hitler's 3-mile-long abandoned Nazi resort is transforming into a luxury getaway, su Business Insider. URL consultato il 17 luglio 2017.